# Rashaun Freeman
Rashaun Freeman, né le 15 décembre 1984 à Schenectady, est un joueur de basket-ball professionnel américain.

## Biographie
En juillet 2012, il signe à Nanterre. Mais, il n'arrive pas à faire sa place et quitte le club de Nanterre le 12 octobre 2012 ; il est remplacé par Chris Massie.